# Ossicône

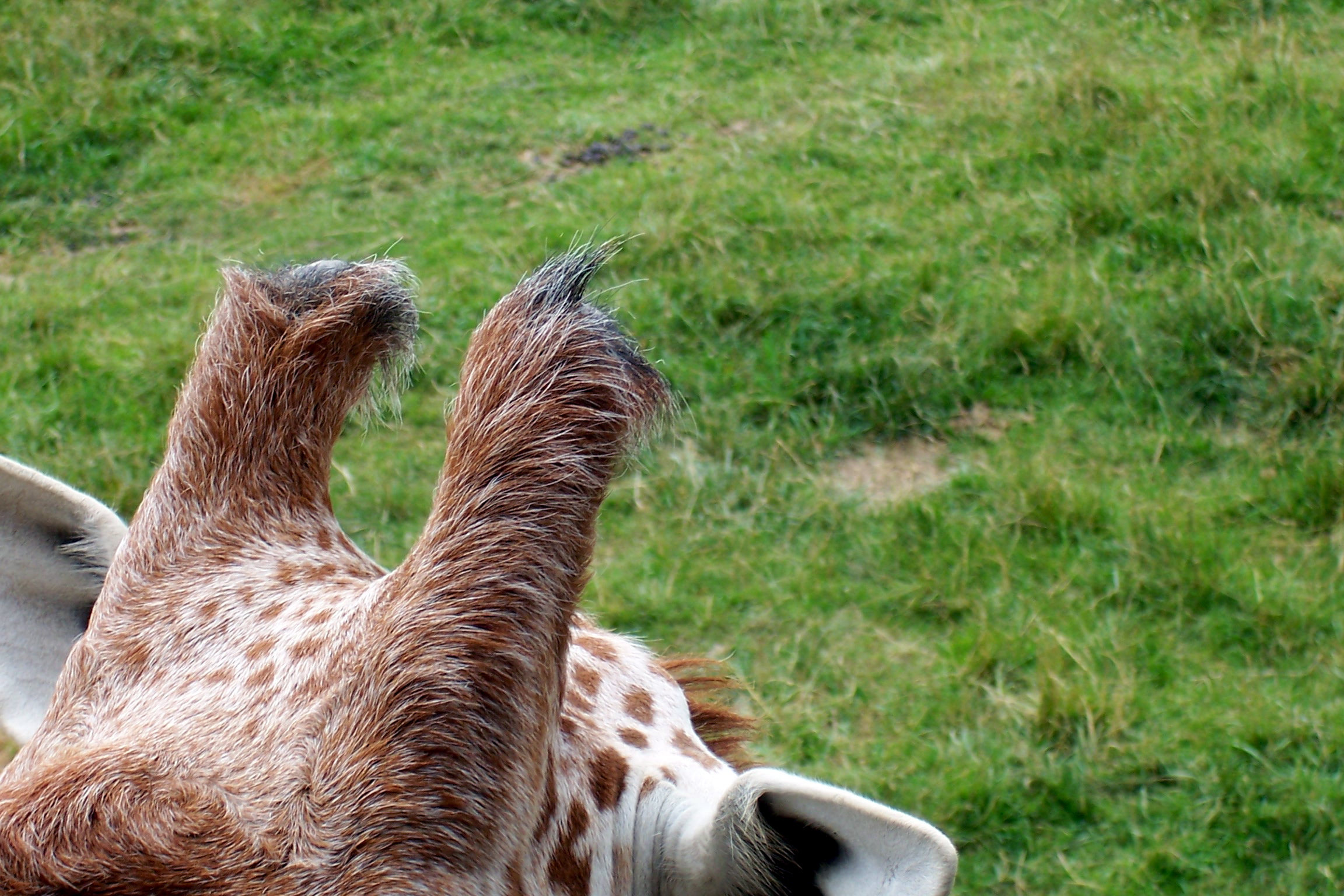
Ossicônes de girafe réticulée.

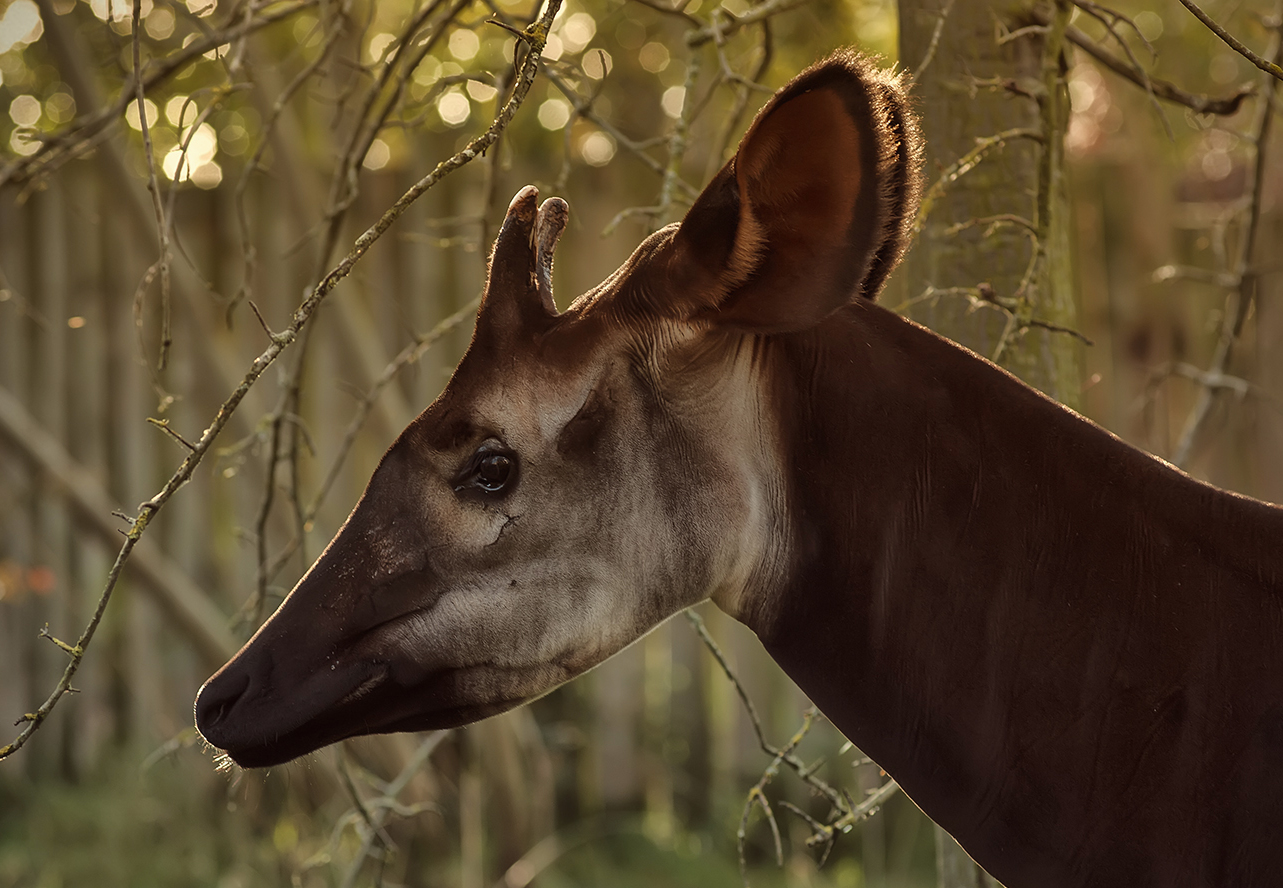
Okapi (Okapia johnstoni) avec des ossicônes.

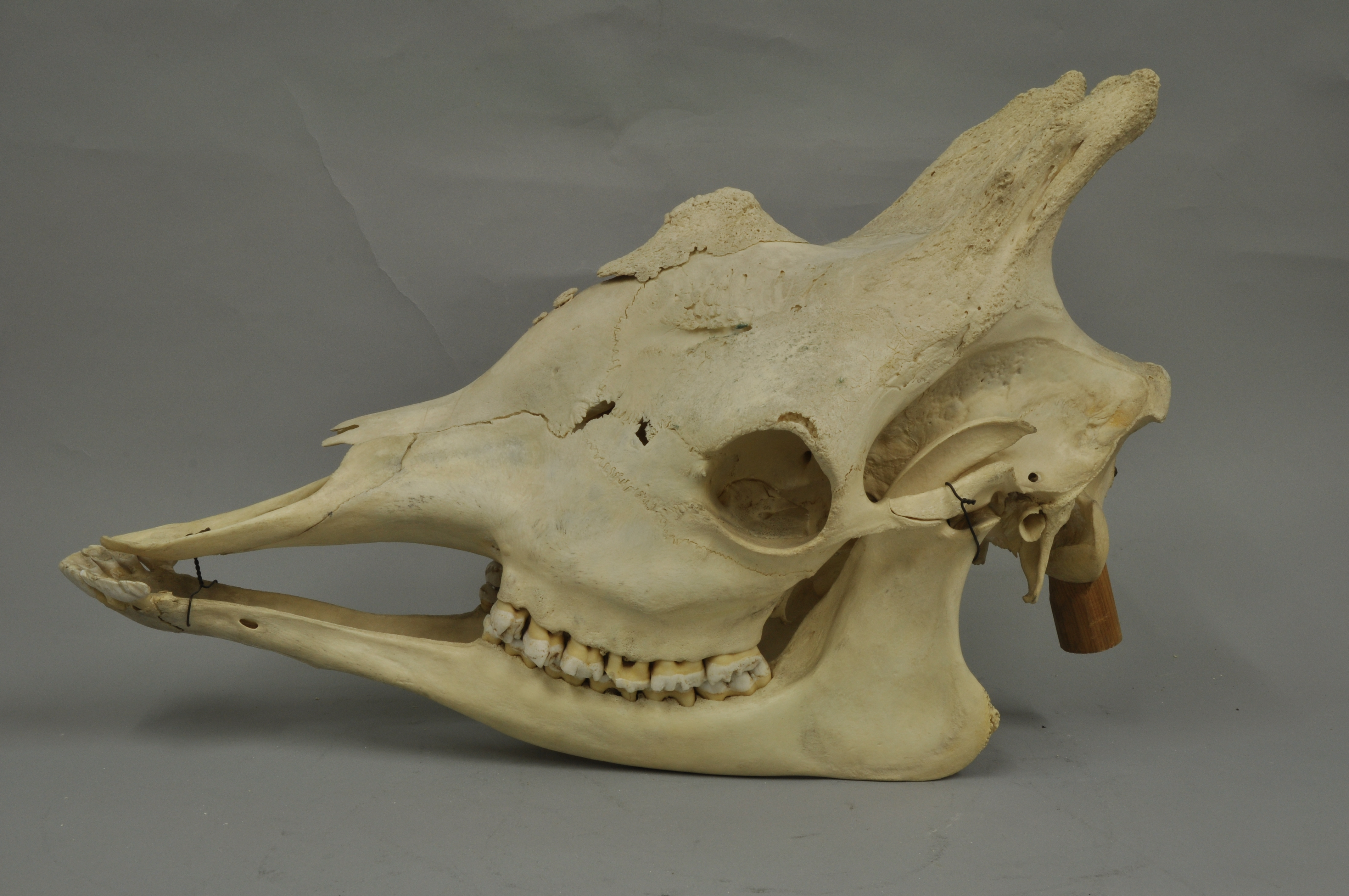
Crâne de girafe mâle avec ossicônes, les cornes sont soudées au crâne.

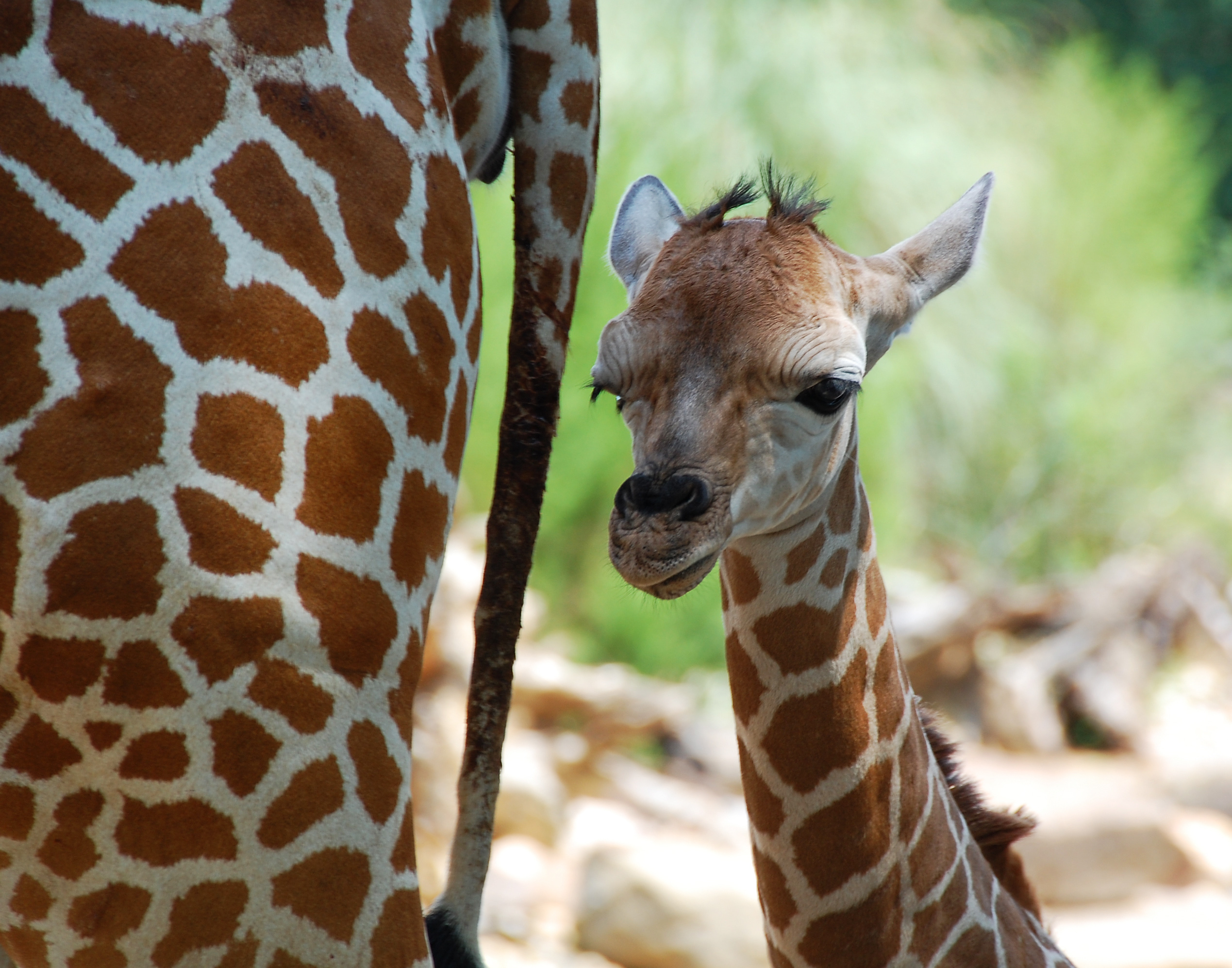
Girafon nouveau-né avec deux touffes de poils noirs au-dessus des attaches cartilagineuses.

L'ossicône est un appendice osseux crânien original qui caractérise les giraffidés actuels ainsi que certains taxons fossiles. Il est différent des cornes des bovidés et des bois des cervidés.
L'ossicône est présent chez les girafes, les okapis mâles, les Sivatherium (éteint) ainsi que chez les Climacoceratidae tels que Climacoceras (en).
Contrairement aux cornes des bovidés et aux bois des cervidés, les ossicônes sont couverts en permanence par de la peau et des poils et leur croissance se fait depuis un cartilage situé à leur base. Les cornes sont des extrémités protubérantes de la peau formées de kératine et couvrant des chevilles osseuses s'accroissant en volume et par leur pointe. Les bois sont recouverts temporairement par un velours richement vascularisé et ont une croissance apicale.

## Origine du nom
En 1901, le zoologiste britannique Ray Lankester a donné le nom d’ossicusps aux cornes recouvertes de peau des Giraffidés, mais pour les distinguer des bois recouverts de peau des Cervidés, il les a appelés vellericorns en 1902. En 1907, Lankester a exprimé son souhait d'utiliser le terme ossicusp de manière plus générale, tout en réservant le terme ossicone pour les cônes particuliers des girafes, qui s'ossifient séparément. En grande partie en accord avec les directives de Lankester, le terme ossicône n'est plus utilisé aujourd'hui que pour les cornes des girafes et des okapis, ainsi que pour des formations comparables chez des formes éteintes au sein des girafes et du cercle de parenté immédiat (Giraffomorpha).

## Description
Comme les ossicônes ne sont pas rejetés, certains scientifiques supposent que les girafes descendent des porteurs de cornes (Bovidae), mais la plupart des auteurs attribuent la filiation aux cervidés.
Les « cornes » des girafes sont mises en place dès le stade embryonnaire, ce qui diffère des autres porteurs d'« armes frontales ». À la naissance, elles se présentent sous la forme d'appendices cartilagineux plats, initialement libres de se déplacer, et sont encastrées dans la peau épaisse. Les ossicônes fœtaux et ceux des girafons nouveau-nés ont une section ovale allongée, leur axe étant postéro-médial-antéro-latéral, et le cuir chevelu qui les recouvre est recouvert de longs poils noirs à la naissance. Elles se redressent déjà quelques jours après la naissance et s'ossifient pendant la croissance. Jusqu'à l'âge de quatre ans pour les mâles et de sept ans pour les femelles, elles s'ossifient et se soudent solidement au crâne.
Il n'est pas scientifiquement établi si les ossicônes sont un vestige évolutif, c'est-à-dire un type primitif des cornes plus complexes d'autres familles, ou si les grandes cornes originelles ont régressé alors que le cou des girafes s'allongeait,.

## Sources
- Geraads, D. (1986) - « Remarques sur la systématique et la phylogénie des Giraffidae (Artiodactyla, Mammalia) », Géobios, n° 19, fasc. 4, pp. 465-477.